# WebJet Linhas Aéreas
WebJet Linhas Aéreas, действующая как Webjet, — бывшая бюджетная авиакомпания Бразилии со штаб-квартирой в Рио-де-Жанейро, выполнявшая регулярные и чартерные пассажирские перевозки по аэропортам страны и за её пределы. Была приобретена компанией GOL Linhas Aereas Inteligentes 2 августа 2011 года, после чего использование бренда Webjet было прекращено.
Webjet являлась дочерним предприятием крупнейшей в Бразилии туристической компании «CVC Viagens». В феврале 2011 года авиакомпания Webjet эксплуатировала воздушный парк из двадцати двух самолётов модели Boeing 737, пассажирские салоны которых сконфигурированы из одного экономического класса.
Главными транзитными узлами (хабами) авиакомпании являлись обе воздушных гавани Рио-де-Жанейро: Международный аэропорт Галеан и Аэропорт Сантос-Дюмон.
В соответствии с отчётом Национального агентства гражданской авиации Бразилии в 2009 году доля пассажирских перевозок Webjet в стране составила 4,46% на внутренних маршрутах по показателю перевезённых пассажиров на километр дистанции. В ноябре 2010 года данный показатель для внутренних авиаперевозок вырос до 5,95 %.

## История
Авиакомпания WebJet Linhas Aéreas была основана бизнесменом Рожериу Оттони в феврале 2005 года и начала операционную деятельность в июле того же года с выполнения регулярных пассажирских перевозок на самолёте Boeing 737-300 из аэропорта «Сантос-Дюмон» (Рио-де-Жанейро) в Порту-Алегри, Куритибу и Салвадор.
17 января 2006 года компания была продана бизнесменам Якобу Фильо и Вагнеру Абраяу, специализировавшимся в сфере туризма и пассажирского транспорта. В ноябре того же года авиакомпания получила второй самолёт Boeing 737—300.
25 июня 2007 года Webjet очередной раз была перепродана и в этот раз оказалась в собственности крупнейшего туристического оператора Бразилии «CVC Viagens». С организацией собственной авиакомпании «CVC Viagens» ставила себе цель снизить зависимость туроператора от тарифов регулярных авиаперевозчиков Бразилии, и в первую очередь — от авиакомпании TAM Airlines. В декабре 2007 года воздушный флот Webjet пополнился третьим лайнером Boeing 737, а со следующего года начался быстрый и постоянный рост флота и расширение маршрутной сети перевозчика.
27 сентября 2010 года Webjet отменила более половины регулярных рейсов на этот день, после чего Национальное агентство гражданской авиации Бразилии распорядилось приостановить на пять суток полёты всех воздушных судов авиакомпании для выяснения причин возникшего инцидента. После окончания расследования операционная деятельность компании была возобновлена.

## Маршрутная сеть

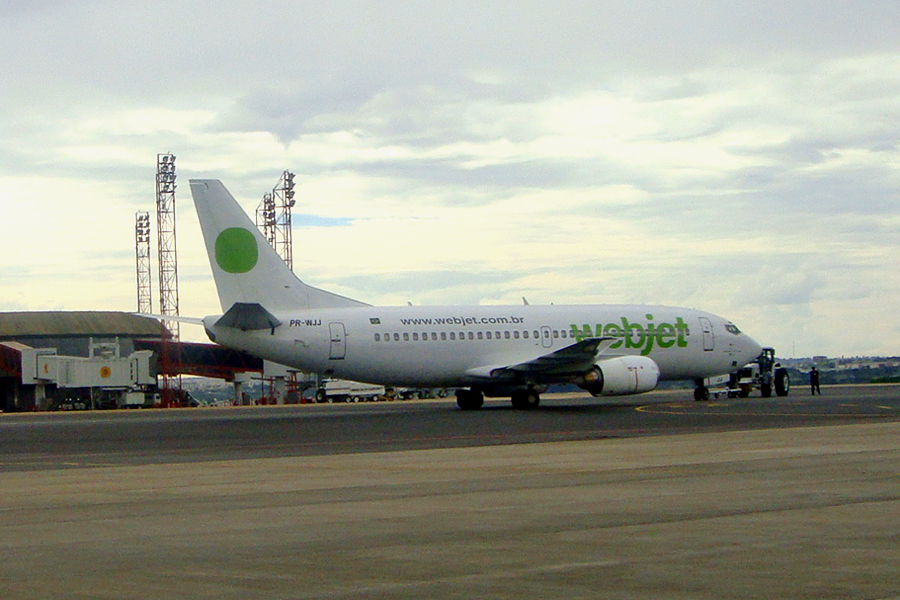
Boeing 737—300 авиакомпании Webjet на рулении в Международном аэропорту Бразилиа (2009 год)

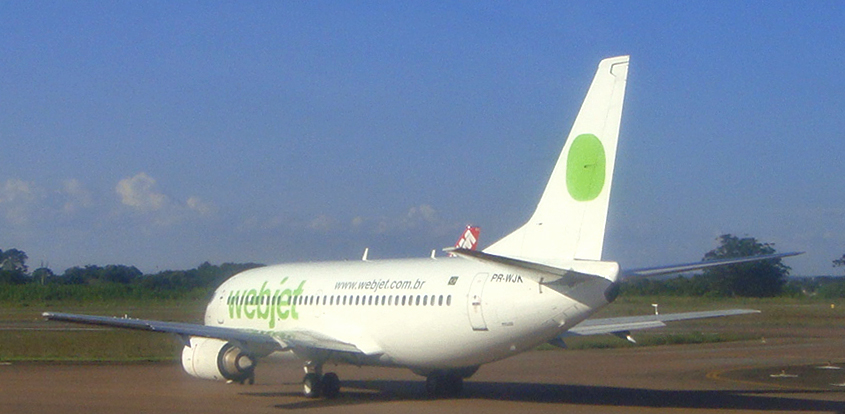
Boeing 737—300 авиакомпании Webjet на рулении в Международном аэропорту Афонсу Пена (Куритиба, 2009 год)

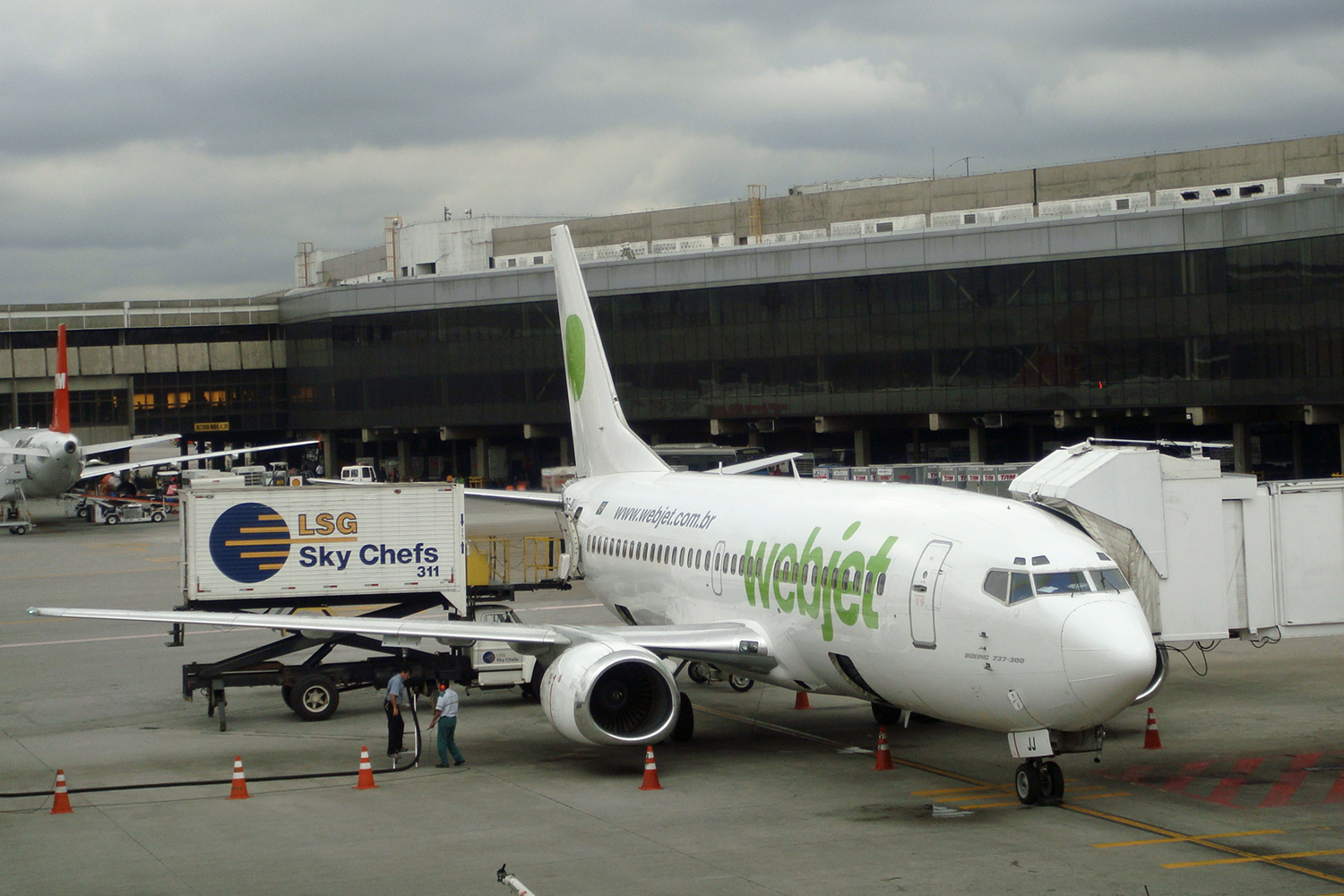
Boeing 737—300 Webjet у телетрапа Международного аэропорта Гуарульос (Сан-Паулу, 2009 год)

В декабре 2010 года маршрутная сеть регулярных перевозок авиакомпании Webjet состояла из следующих пунктов назначения:
- Белу-Оризонти — Международный аэропорт Танкреду Невес
- Бразилиа — Международный аэропорт Бразилиа
- Куритиба — Международный аэропорт Афонсу Пена
- Форталеза — Международный аэропорт имени Пинту Мартинса
- Фос-ду-Игуасу — Международный аэропорт Фос-ду-Игуасу
- Натал — Международный аэропорт имени Аугусту Северу
- Навегантис — Международный аэропорт имени министра Витора Кондера
- Порту-Алегри — Международный аэропорт Салгаду Филью
- Порту-Сегуру — Аэропорт Порту-Сегуру
- Ресифи — Международный аэропорт Гуарарапис
- Рибейран-Прету — Аэропорт Рибейран-Прету
- Рио-де-Жанейро
  - Международный аэропорт Галеан хаб
  - Аэропорт Сантос-Дюмон хаб
- Салвадор — Международный аэропорт имени депутата Луиса Эдуардо Магальяса
- Сан-Паулу
  - Аэропорт Конгоньяс
  - Международный аэропорт Гуарульос

## Флот
В феврале 2010 года воздушный флот авиакомпании Webjet Linhas Aéreas составляли самолёты Boeing 737-300. Пассажирские салоны всех лайнеров сконфигурированы в один экономический класс: